# فرودگاه فرانسیس‌تاون
فرودگاه فرانسیس‌تاون (به انگلیسی: Francistown Airport) یک فرودگاه همگانی با کد یاتا FRW است که یک باند فرود آسفالت دارد و طول باند آن ۲۲۰۰ متر است. این فرودگاه در کشور بوتسوانا قرار دارد و در ارتفاع ۱۰۰۱ متری از سطح دریا واقع شده است.